# Carpoligna
Carpoligna — рід грибів. Назва вперше опублікована 1999 року.

## Класифікація
До роду Carpoligna відносять 1 вид:
- Carpoligna pleurothecii